# Chiesa di Sant'Osvaldo (Cima Sappada)
La chiesa di Sant'Osvaldo è un edificio religioso che si trova a Cima Sappada, frazione di Sappada, in provincia ed arcidiocesi di Udine: è filiale della parrocchiale di Sappada ed è compresa nella forania della Montagna.

## Storia

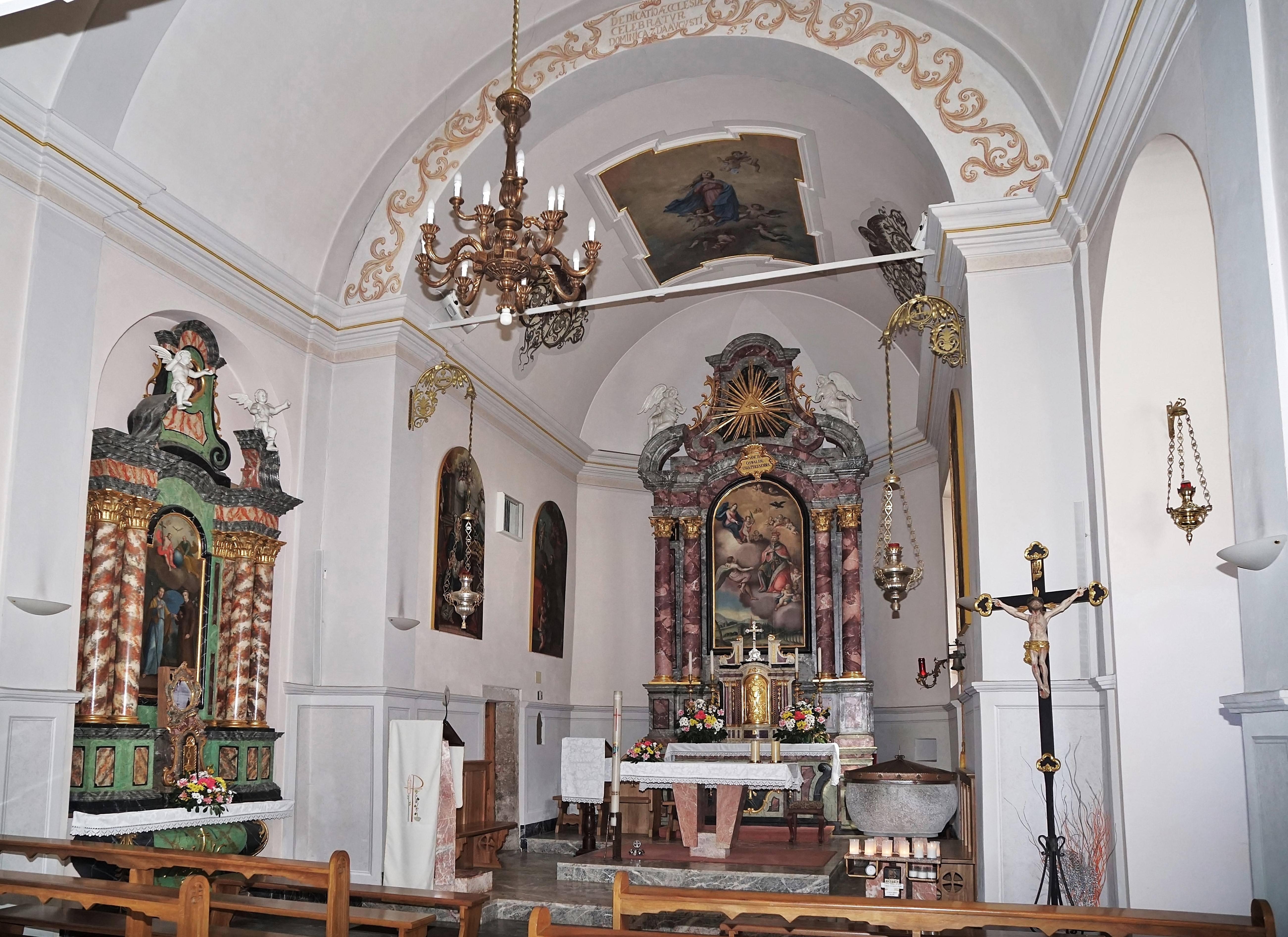
L'interno

La primitiva cappella di Cima, che fu rifatta nel XVII secolo, doveva essere un edificio di modeste dimensioni. Questa fu sostituita da quella attuale nel 1732. La chiesetta venne poi restaurata ed ampliata nel 1773 e divenne mansioneria nel 1803. Ulteriori interventi di ristrutturazione furono condotti nel 1819, nel 1906 e nel 1954. Nel 1961 venne eretta a parrocchiale, ma successivamente perse l'autonomia e ritornò ad essere filiale della chiesa di Sappada. Nel luglio del 2018, in seguito alla soppressione della forania di Gorto, alla quale era aggregata la chiesetta, quest'ultima passò alla neo-costituita forania della Montagna.